# Laerdal Medical
W treści tego artykułu od 2012-06 występują prawdopodobnie wyrażenia zwodnicze, co nie jest zgodne z zasadami przyjętymi w Wikipedii.
 Po wyeliminowaniu niedoskonałości należy usunąć szablon {{Dopracować}} z tego artykułu.

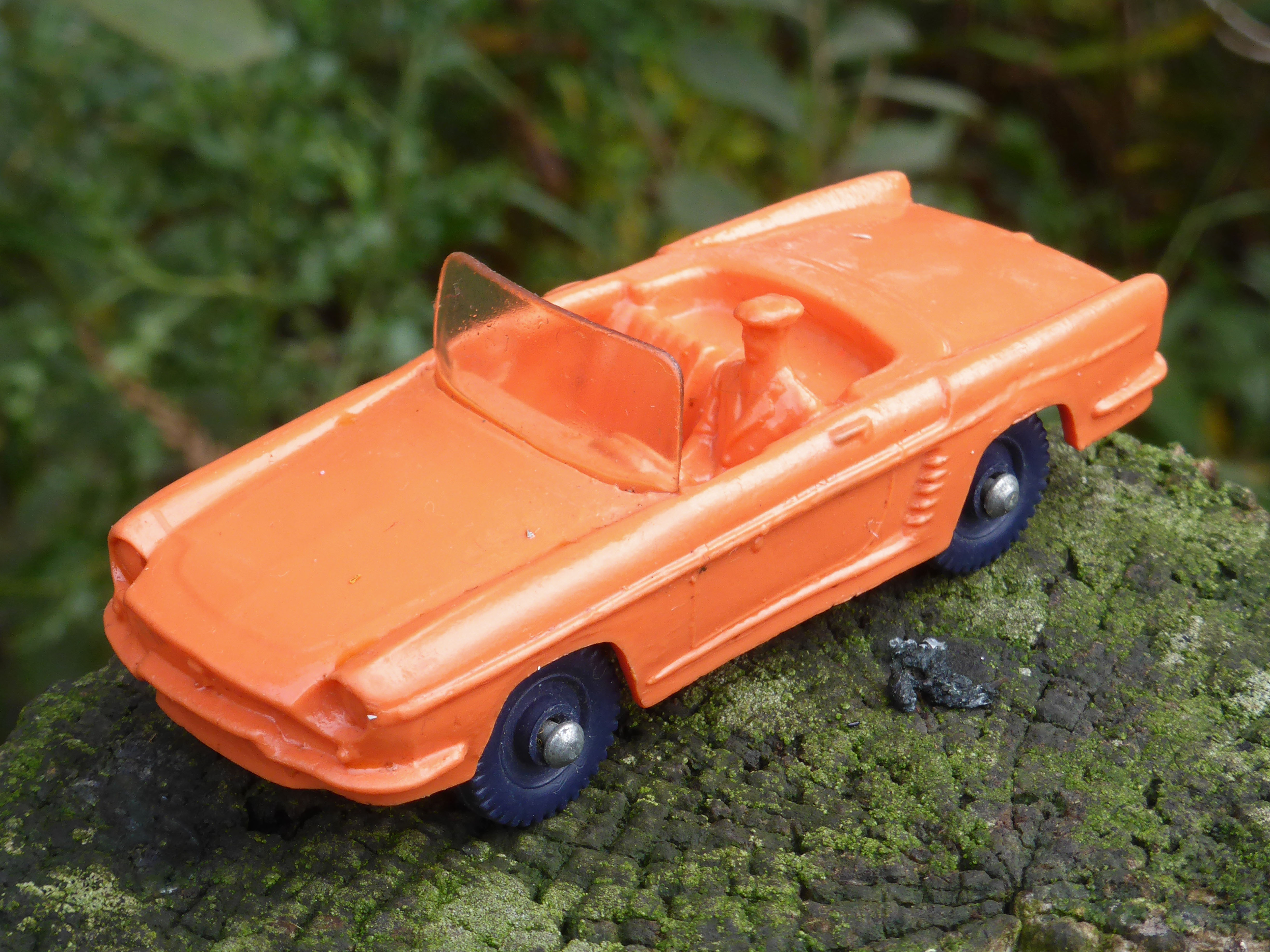
Zabawka samochodzik produkcji Tomte Laerdal, lata 60. XX wieku

Laerdal Medical AS – producent sprzętu medycznego i produktów medycznych z siedzibą w Stavanger w Norwegii.
Firma założona w 1940 roku jako drukarnia i małe wydawnictwo wkrótce rozpoczęła produkcję popularnych zabawek gumowych pod nazwą Laerdal Tomte. Plastikowe samochodziki tej firmy sprzedawane były w 110 krajach i były wyprodukowane w ilości ponad 100 mln sztuk. Z czasem firma rozpoczęła produkcję wysokiej jakości lalek. To naprowadziło firmę na produkcję medycznych modeli szkoleniowych i urządzeń dla zaawansowanej symulacji medycznej, które są dzisiaj podstawą działania firmy.
Najbardziej znanym produktem Laerdal jest manekin szkoleniowy popularnie nazwany CPR Annie, a najbardziej zaawansowanym produktem symulator pacjenta SimMan 3G.
Laerdal Medical AS jest międzynarodowym dostawcą sprzętu szkoleniowego i ratowniczego. Obecnie ma siedzibę w Stavanger, filie w wielu krajach zatrudniające ok. 1400 pracowników (2011) i osiągające sprzedaż na poziomie 815 mln EUR (2005).